# Харсортъайхетта
Харсортъайхетта (устар. Хар-Сорт-Ай-Хетта) — река в России, протекает по Ямало-Ненецкому АО. Устье реки находится в 341 км по левому берегу реки Левая Хетта. Длина реки составляет 19 км.

## Данные водного реестра
По данным государственного водного реестра России относится к Нижнеобскому бассейновому округу, водохозяйственный участок реки — Надым. Речной бассейн реки — Надым.
Код объекта в государственном водном реестре — 15030000112115300049105.